# Excalibur – Secrets of the Dark Forest
Excalibur – Secrets of the Dark Forest ist ein Rapid River im Movie Park Germany. Die Anlage vom Typ Speed Rapid River der schweizerischen Intamin AG wurde im Jahr 1996 unter dem Namen Die Unendliche Geschichte eröffnet. Von 2005 bis 2017 hieß die Attraktion Mystery River.
Excalibur – Secrets of the Dark Forest befindet sich im Themenbereich The Hollywood Studio Set, der sich hinter dem Nickland befindet.

## Geschichte
Die Anlage wurde 1996 in der damaligen Warner Bros. Movie World unter dem Namen Die Unendliche Geschichte eröffnet. Die Thematisierung lehnte sich an die gleichnamige Verfilmung des Buches von Michael Ende an. In der Fahrt begegneten die Besucher vielen Figuren aus Roman und Film in Form von Animatronics.
Durch die Übernahme des Parks durch Palamon Capital / StarParks im Jahr 2004 und dem damit einhergehenden Lizenzverlust musste die Attraktion umbenannt und -thematisiert werden. Es wurden alle lizenzpflichtigen Figuren und andere Gestaltungselemente entfernt. Zwischen 2005 und 2017 wurde die Attraktion lizenzfrei unter dem Namen Mystery River betrieben, wobei es dabei um eine Wasserfahrt mit fiktiven Charakteren ging.
Seit der zweiten Umthematisierung im Jahr 2018 wird die Attraktion unter dem Namen Excalibur – Secrets of the Dark Forest betrieben. Diesmal geht es um das Schwert Excalibur, welches verschwunden ist und von den Besuchern während des Passierens des magischen Flusses und des dunklen Waldes wiedergefunden werden muss.

## Ablauf der Fahrt
Im Wartebereich werden die Besucher von dem Zauberer Merlin über eine Projektion empfangen, der diesen mitteilt, dass das Schwert Excalibur verschwunden ist und wiedererlangt werden muss. Unter der Projektionsfläche ist ein Schwerthalter an der Wand – ohne Schwert.
Nachdem die Besucher in das Boot eingestiegen sind, wird dieses über ein Transportband nach oben gezogen, wobei an vier hintereinander folgenden Bildschirmen der Zauberer Merlin erscheint und sagt: Von hieran seid ihr auf euch allein gestellt. Die verwunschenen Kreaturen des dunklen Waldes lauern am Ufer dieses magischen Flusses. Euer Mut wird euch leiten. Folgt dem Strom. Haltet euch fest und bleibt standhaft. Danach geht die Fahrt draußen über den künstlichen Fluss los und dann vorbei am großen Steingesicht, dem Riesenpilz, am Einhorn und unter den Tunnel zum Spinnwebenwald. Anschließend fährt das Boot über einen langen und großen Aal vorbei, der die Besucher über seinen Mund mit Wasser bespritzt. Es folgt danach ein Abschnitt mit abgeholzten Bäumen und aufgehangenen Skeletten, bevor es wieder rein in das Gebäude geht. Nach einer kurzen Fahrt in Dunkelheit, kommt man an einem beleuchteten Elfenbeinturm vorbei, an dessen Fuße sich das Schwert Excalibur befindet. Somit ist das vermisste Schwert wiedergefunden worden. Es erscheinen zur Feier Wasserfontänen und der Soundtrack wird abgespielt. Zum Schluss bedankt sich König Arthur bei den Besuchern, der mit dem Schwert in der Hand neben dem Fluss steht: Meine Ritter! Ihr habt es geschafft. Ihr habt Excalibur zurückerlangt und die Macht des dunklen Waldes besiegt.

## Veränderungen bei den Umthematisierungen 2005 und 2018
| Merkmal        | Die Unendliche Geschichte                         | Mystery River                                              | Excalibur – Secrets of the Dark Forest                        |
| -------------- | ------------------------------------------------- | ---------------------------------------------------------- | ------------------------------------------------------------- |
| Wartebereich   | Bibliothek                                        | bis 2009 mit Vorhängen bedeckte Bibliothek                 | Burg                                                          |
| Pre-Show       | Kindliche Kaiserin redet aus einem Monitor        | keine                                                      | Zauberer Merlin meldet über eine Projektion                   |
| Musik          | Filmmusik aus dem gleichnamigen Film              | Soundtrack                                                 | IMAscore Soundtrack                                           |
| Transportband  | Gmork                                             | veränderter Werwolf                                        | leer                                                          |
| Steinfigur     | Felsenbeißer Pjörnrachzarck                       | Steingesicht mit Hörnern                                   | Steingesicht mit Krone                                        |
| Fliegenpilz    | Rennschnecke dreht sich im Kreis                  | zwei Zwerge drehen sich im Kreis                           | leer                                                          |
| Schildkröte    | Morla                                             | Panzer dient als angedeuteter Höhleneingang mit einer Hexe | Panzer dient als angedeuteter Höhleneingang mit einem Einhorn |
| Langsamzone    | Drache Fuchur sagt „Bitte! Nutzt eure Phantasie!“ | starrer, grüner Drache                                     | Aal                                                           |
| Elfenbeinturm  | normale Beleuchtung                               | punktuelle Anstrahlung mit Lasern                          | Schwert am Fuß des Turms und Wasserfontänen                   |
| Verabschiedung | Kindliche Kaiserin                                | alte Dame                                                  | König Arthur                                                  |